# 9 (Mercyful Fate-musikalbum)
9 är heavy metal-bandet Mercyful Fates sjunde studioalbum. Det släpptes 1999 på Metal Blade Records. Den egentliga versionen har bara tio låtar men den japanska versionen har ett extraspår på slutet, med titeln "S.H.".

## Låtlista
| Nr  | Titel                | Längd |
| --- | -------------------- | ----- |
| 1.  | Last Rites           | 4:12  |
| 2.  | Church of Saint Anne | 4:44  |
| 3.  | Sold My Soul         | 5:05  |
| 4.  | House on the Hill    | 3:43  |
| 5.  | Burn in Hell         | 3:49  |
| 6.  | The Grave            | 4:10  |
| 7.  | Insane               | 3:02  |
| 8.  | Kiss the Demon       | 3:53  |
| 9.  | Buried Alive         | 4:41  |
| 10. | 9                    | 4:32  |

## Medverkande
- Sång: King Diamond
- Gitarr: Hank Shermann
- Gitarr: Mike Wead
- Bas: Sharlee D'Angelo
- Trummor: Bjarne T. Holm